# Tringa flavipes
Il totano zampegialle minore (Tringa flavipes, Gmelin 1789) è un uccello della famiglia degli Scolopacidae dell'ordine dei Charadriiformes.

## Sistematica
Tringa flavipes non ha sottospecie, è monotipica.

## Distribuzione e habitat
Questo uccello vive in tutto il Nord America e Sud America. È di passo in Australia, Indonesia, Giappone, in Sudafrica, Zimbabwe, Zambia, Nigeria, Marocco, in Europa centro-occidentale, settentrionale e mediterranea, Italia compresa.